# Franciaország az 1948. évi téli olimpiai játékokon
Franciaország a svájci St. Moritzban megrendezett 1948. évi téli olimpiai játékok egyik részt vevő nemzete volt. Az országot az olimpián 7 sportágban 36 sportoló képviselte, akik összesen 5 érmet szereztek.

## Érmesek
| Érem  | Versenyző      | Sportág  | Versenyszám      |
| ----- | -------------- | -------- | ---------------- |
| Arany | Henri Oreiller | Alpesisí | Férfi lesiklás   |
| Arany | Henri Oreiller | Alpesisí | Férfi összetett  |
| Ezüst | James Couttet  | Alpesisí | Férfi műlesiklás |
| Bronz | Henri Oreiller | Alpesisí | Férfi műlesiklás |
| Bronz | James Couttet  | Alpesisí | Férfi összetett  |

## Alpesisí
Férfi
| Versenyző        | Versenyszám | 1. futam | 1. futam | 2. futam | 2. futam | Összesítés | Összesítés |
| Versenyző        | Versenyszám | Idő      | Hely.    | Idő      | Hely.    | Idő        | Helyezés   |
| ---------------- | ----------- | -------- | -------- | -------- | -------- | ---------- | ---------- |
| James Couttet    | Lesiklás    |          |          |          |          | 3:07,3     | 13.        |
| James Couttet    | Műlesiklás  | 1:07,5   | 2.       | 1:03,3   | 4.       | 2:10,8     |            |
| Guy de Huertas   | Lesiklás    |          |          |          |          | 3:12,0     | 23.*       |
| Désiré Lacroix   | Műlesiklás  | 1:09,9   | 5.       | 1:10,0   | 23.      | 2:19,9     | 15.        |
| Henri Oreiller   | Lesiklás    |          |          |          |          | 2:55,0     |            |
| Henri Oreiller   | Műlesiklás  | 1:08,0   | 4.       | 1:04,8   | 6.       | 2:12,8     |            |
| Georges Panisset | Lesiklás    |          |          |          |          | 3:12,0     | 23.*       |
| Jean Pazzi       | Lesiklás    |          |          |          |          | 3:16,1     | 33.        |
| Claude Penz      | Lesiklás    |          |          |          |          | 3:19,2     | 34.        |
| Claude Penz      | Műlesiklás  | 1:29,2   | 38.      | 1:10,9   | 25.      | 2:40,1     | 34.        |

| Versenyző        | Versenyszám | Lesiklás | Lesiklás | Lesiklás | Műlesiklás | Műlesiklás | Műlesiklás | Műlesiklás | Műlesiklás | Műlesiklás | Műlesiklás | Összesítés | Összesítés |
| Versenyző        | Versenyszám | Lesiklás | Lesiklás | Lesiklás | 1. futam   | 1. futam   | 2. futam   | 2. futam   | Össz.      | Össz.      | Össz.      | Összesítés | Összesítés |
| Versenyző        | Versenyszám | Idő      | Pont     | Hely.    | Idő        | Hely.      | Idő        | Hely.      | Idő        | Pont       | Hely.      | Pont       | Helyezés   |
| ---------------- | ----------- | -------- | -------- | -------- | ---------- | ---------- | ---------- | ---------- | ---------- | ---------- | ---------- | ---------- | ---------- |
| James Couttet    | Összetett   | 3:07,3   | 6,95     | 8.       | 1:08,7     | 1.         | 1:06,2     | 2.         | 2:14,9     | 0,00       | 1.         | 6,95       |            |
| Henri Oreiller   | Összetett   | 2:55,0   | 0,00     | 1.       | 1:12,3     | 5.         | 1:10,0     | 12.*       | 2:22,3     | 3,27       | 5.         | 3,27       |            |
| Georges Panisset | Összetett   | 3:12,0   | 9,38     | 17.      | 1:19,8     | 21.*       | 1:15,5     | 28.*       | 2:35,3     | 9,00       | 18.        | 18,38      | 18.        |
| Claude Penz      | Összetett   | 3:19,2   | 13,46    | 24.      | 1:14,7     | 10.        | 1:21,8     | 45.        | 2:36,5     | 9,52       | 22.        | 22,98      | 24.        |

Női
| Versenyző                   | Versenyszám | 1. futam | 1. futam | 2. futam      | 2. futam      | Összesítés | Összesítés |
| Versenyző                   | Versenyszám | Idő      | Hely.    | Idő           | Hely.         | Idő        | Helyezés   |
| --------------------------- | ----------- | -------- | -------- | ------------- | ------------- | ---------- | ---------- |
| Fernande Bayetto            | Lesiklás    |          |          |               |               | 2:43,1     | 21.        |
| Micheline Desmazières       | Lesiklás    |          |          |               |               | 2:50,2     | 29.        |
| Françoise Gignoux           | Lesiklás    |          |          |               |               | 2:32,4     | 7.*        |
| Françoise Gignoux           | Műlesiklás  | 1:05,0   | 10.      | 1:05,3        | 16.           | 2:10,3     | 12.        |
| Georgette Miller-Thiollière | Lesiklás    |          |          |               |               | 2:52,4     | 31.        |
| Georgette Miller-Thiollière | Műlesiklás  | 1:00,8   | 5.       | 58,0          | 4.            | 1:58,8     | 4.         |
| Lucienne Schmidt-Couttet    | Lesiklás    |          |          |               |               | 2:35,2     | 10.        |
| Lucienne Schmidt-Couttet    | Műlesiklás  | 1:00,1   | 3.       | 1:20,5        | 23.           | 2:20,6     | 20.        |
| Suzanne Thiollière          | Lesiklás    |          |          |               |               | 2:31,4     | 6.         |
| Suzanne Thiollière          | Műlesiklás  | 1:01,1   | 6.       | nem ért célba | nem ért célba | kiesett    | kiesett    |

| Versenyző                   | Versenyszám | Lesiklás | Lesiklás | Lesiklás | Műlesiklás | Műlesiklás | Műlesiklás | Műlesiklás | Műlesiklás | Műlesiklás | Műlesiklás | Összesítés | Összesítés |
| Versenyző                   | Versenyszám | Lesiklás | Lesiklás | Lesiklás | 1. futam   | 1. futam   | 2. futam   | 2. futam   | Össz.      | Össz.      | Össz.      | Összesítés | Összesítés |
| Versenyző                   | Versenyszám | Idő      | Pont     | Hely.    | Idő        | Hely.      | Idő        | Hely.      | Idő        | Pont       | Hely.      | Pont       | Helyezés   |
| --------------------------- | ----------- | -------- | -------- | -------- | ---------- | ---------- | ---------- | ---------- | ---------- | ---------- | ---------- | ---------- | ---------- |
| Françoise Gignoux           | Összetett   | 2:32,4   | 2,69     | 7.*      | 1:03,8     | 6.*        | 1:05,2     | 8.         | 2:09,0     | 5,45       | 5.         | 8,14       | 5.         |
| Georgette Miller-Thiollière | Összetett   | 2:52,4   | 15,49    | 23.      | 1:03,9     | 8.         | 1:14,8     | 22.        | 2:18,7     | 10,30      | 16.        | 25,79      | 20.        |
| Lucienne Schmidt-Couttet    | Összetett   | 2:35,2   | 4,35     | 10.      | 1:04,0     | 9.         | 1:08,4     | 14.        | 2:12,4     | 7,15       | 10.        | 11,50      | 10.*       |
| Suzanne Thiollière          | Összetett   | 2:31,4   | 2,05     | 6.       | 1:15,0     | 23.        | 1:02,0     | 4.         | 2:17,0     | 9,45       | 13.*       | 11,50      | 10.*       |

* - egy másik versenyzővel azonos eredményt ért el

## Bob
| Versenyző                                                         | Versenyszám | 1. futam | 1. futam | 2. futam | 2. futam | 3. futam | 3. futam | 4. futam | 4. futam | Összesítés | Összesítés |
| Versenyző                                                         | Versenyszám | Idő      | Hely.    | Idő      | Hely.    | Idő      | Hely.    | Idő      | Hely.    | Idő        | Helyezés   |
| ----------------------------------------------------------------- | ----------- | -------- | -------- | -------- | -------- | -------- | -------- | -------- | -------- | ---------- | ---------- |
| Achille Fould Henri Evrot                                         | Kettes      | 1:25,8   | 10.*     | 1:25,3   | 12.      | 1:24,7   | 11.      | 1:24,6   | 10.      | 5:40,4     | 11.        |
| William Hirigoyen Louis Saint-Calbre                              | Kettes      | 1:25,8   | 10.*     | 1:25,0   | 8.*      | 1:24,9   | 12.      | 1:24,8   | 11.      | 5:40,5     | 12.        |
| René Charlet Jean Morin Jacques Descatoire Amédée Ronzel          | Négyes      | 1:18,9   | 9.       | 1:22,2   | 9.       | 1:23,8   | 11.      | 1:24,5   | 10.*     | 5:29,4     | 9.         |
| Gilbert Achart-Picart Félix Bonnat Louis Saint-Calbre Henri Evrot | Négyes      | 1:20,7   | 14.      | 1:24,7   | 15.      | 1:24,7   | 13.      | 1:25,3   | 13.      | 5:35,4     | 13.        |

* - egy másik csapattal azonos eredményt ért el

## Északi összetett
| Versenyző      | Sífutás | Sífutás | Sífutás | Síugrás  | Síugrás  | Síugrás  | Síugrás | Síugrás | Összesítés | Összesítés |
| Versenyző      | Sífutás | Sífutás | Sífutás | 1. ugrás | 2. ugrás | 3. ugrás | Össz.   | Össz.   | Összesítés | Összesítés |
| Versenyző      | Idő     | Pont    | Hely.   | Távolság | Távolság | Távolság | Pont    | Hely.   | Pont       | Helyezés   |
| -------------- | ------- | ------- | ------- | -------- | -------- | -------- | ------- | ------- | ---------- | ---------- |
| René Jeandel   | 1:25:57 | 189,0   | 19.     | (52,0)   | 54,0     | 56,5     | 182,1   | 28.     | 371,10     | 19.        |
| Walter Jeandel | 1:34:19 | 147,0   | 31.     | 60,5     | (59,0)   | 59,5     | 192,6   | 21.     | 339,60     | 30.        |

## Műkorcsolya
| Versenyző                    | Versenyszám | Kötelező elemek   | Kötelező elemek | Kűr               | Kűr   | Összesítés                     | Összesítés                     | Összesítés                     | Összesítés                     | Összesítés                     | Összesítés                     | Összesítés                     | Összesítés                     | Összesítés                     | Összesítés                     | Összesítés                     | Összesítés        | Összesítés  | Összesítés | Összesítés |
| Versenyző                    | Versenyszám | Kötelező elemek   | Kötelező elemek | Kűr               | Kűr   | Helyezési pontszámok bírónként | Helyezési pontszámok bírónként | Helyezési pontszámok bírónként | Helyezési pontszámok bírónként | Helyezési pontszámok bírónként | Helyezési pontszámok bírónként | Helyezési pontszámok bírónként | Helyezési pontszámok bírónként | Helyezési pontszámok bírónként | Helyezési pontszámok bírónként | Helyezési pontszámok bírónként | Több. hely. száma | Hely. össz. | Pont       | Helyezés   |
| Versenyző                    | Versenyszám | Több. hely. száma | Hely.           | Több. hely. száma | Hely. | 1                              | 2                              | 3                              | 4                              | 5                              | 6                              | 7                              | 8                              | 9                              | 10                             | 11                             | Több. hely. száma | Hely. össz. | Pont       | Helyezés   |
| ---------------------------- | ----------- | ----------------- | --------------- | ----------------- | ----- | ------------------------------ | ------------------------------ | ------------------------------ | ------------------------------ | ------------------------------ | ------------------------------ | ------------------------------ | ------------------------------ | ------------------------------ | ------------------------------ | ------------------------------ | ----------------- | ----------- | ---------- | ---------- |
| Jacqueline du Bief           | Női egyéni  | 5×15+             | 18.             | 5×22+             | 22.   | 16,0                           | 19,0                           | 22,0                           | 19,0                           | 19,0                           | 16,0                           | 9,0                            | 16,0                           | 11,5                           |                                |                                | 5×16+             | 147,5       | 1251,2     | 16.        |
| Denise Favart Jacques Favart | Páros       |                   |                 |                   |       | 14,0                           | 14,0                           | 13,0                           | 13,5                           | 12,0                           | 13,0                           | 14,0                           | 12,0                           | 13,0                           | 7,5                            | 13,0                           | 7×13+             | 139,0       | 95,7       | 14.        |

## Sífutás
| Versenyző                                              | Versenyszám     | Eredmény | Helyezés |
| ------------------------------------------------------ | --------------- | -------- | -------- |
| Paul Bouveret                                          | 18 km           | 1:28:07  | 48.      |
| André Buffard                                          | 18 km           | 1:27:18  | 44.      |
| Benoît Carrara                                         | 18 km           | 1:20:03  | 11.      |
| René Jeandel                                           | 18 km           | 1:25:57  | 42.      |
| Walter Jeandel                                         | 18 km           | 1:34:19  | 71.      |
| Marius Mora                                            | 18 km           | 1:25:06  | 37.      |
| René Jeandel Gérard Perrier Marius Mora Benoît Carrara | 4 × 10 km váltó | 2:51:53  | 7.       |

## Síugrás
| Versenyző       | 1. ugrás | 2. ugrás | Összesítés | Összesítés |
| Versenyző       | Távolság | Távolság | Pont       | Helyezés   |
| --------------- | -------- | -------- | ---------- | ---------- |
| Régis Charlet   | 58,0     | 59,5     | 193,7      | 26.        |
| James Couttet   | 54,5     | 58,0     | 194,3      | 25.        |
| Arsène Lucchini | 62,5     | 65,5     | 198,0      | 22.        |
| Jean Monnier    | 56,0     | 60,0     | 188,5      | 31.        |

## Szkeleton
| Versenyző                 | 1. futam | 1. futam | 2. futam | 2. futam | 3. futam | 3. futam | 4. futam      | 4. futam      | 5. futam | 5. futam | 6. futam | 6. futam | Összesítés | Összesítés |
| Versenyző                 | Idő      | Hely.    | Idő      | Hely.    | Idő      | Hely.    | Idő           | Hely.         | Idő      | Hely.    | Idő      | Hely.    | Idő        | Helyezés   |
| ------------------------- | -------- | -------- | -------- | -------- | -------- | -------- | ------------- | ------------- | -------- | -------- | -------- | -------- | ---------- | ---------- |
| William Gayraud-Hirigoyen | 52,7     | 13.      | 49,9     | 12.*     | 51,0     | 13.      | nem ért célba | nem ért célba | kiesett  | kiesett  | kiesett  | kiesett  | kiesett    | kiesett    |

* - egy másik versenyzővel azonos eredményt ért el